# Silkworm
Silkworm foi uma banda de indie rock formada em Seattle em 1987 por Tim Midgett, Joel RL Phelps, Andy Cohen e Michael Dahlquist. 
A banda terminou em 2005 com a morte de Dahlquist em um acidente automobilístico. Midgett e Cohen formaram então o grupo Bottomless Pit.

## Discografia
- L'ajre (1992, Temporary Freedom)
- In The West (1994, C/Z)
- Libertine (1994, El Recordo)
- Firewater (1996, Matador Records)
- Developer (1997, Matador Records)
- Even A Blind Chicken Finds A Kernel of Corn Now And Then: 1990-1994 (1998, Matador Records)
- Blueblood (1998, Touch & Go Records)
- Lifestyle (2000, Touch & Go Records)
- Italian Platinum (2002, Touch & Go Records)
- It'll Be Cool (2004, Touch & Go Records)